# Massena (New York)
Massena è un comune di 12 883 abitanti degli Stati Uniti d'America, situato nello stato di New York, nella contea di St. Lawrence.

## Storia
Massena era uno dei primi comuni stabilito nella contea di St. Lawrence, ma non è stata incorporata fino al 1802. Il comune e il suo villaggio hanno preso il nome da Andrea Massena, un generale di Napoleone.
Il comune ha sofferto molti disastri naturali, tra cui un terremoto nel 1944 e nel Gennaio del 1998 una tempesta abbattuta in tutta America del Nord.